# ويليام إتش بلانشارد
ويليام إتش بلانشارد (بالإنجليزية: William H. Blanchard)‏ هو ضابط أمريكي، ولد في 6 فبراير 1916 في بوسطن في الولايات المتحدة، وتوفي في 31 مايو 1966 في واشنطن العاصمة في الولايات المتحدة.